# Muel (Ille-et-Vilaine)
Muel település Franciaországban, Ille-et-Vilaine megyében. Lakosainak száma 912 fő (2022. január 1.). Muel Concoret, Bléruais, Gaël, Paimpont, Saint-Malon-sur-Mel, Saint-Maugan és Saint-Onen-la-Chapelle községekkel határos.

## Népesség
A település népességének változása:
| Lakosok száma | 928  | 709  | 653  | 763  | 884  | 905  | 894  | 885  | 884  | 912  |
|               | 1968 | 1982 | 1990 | 2006 | 2013 | 2015 | 2017 | 2019 | 2020 | 2022 |